# انستیتو پاستور

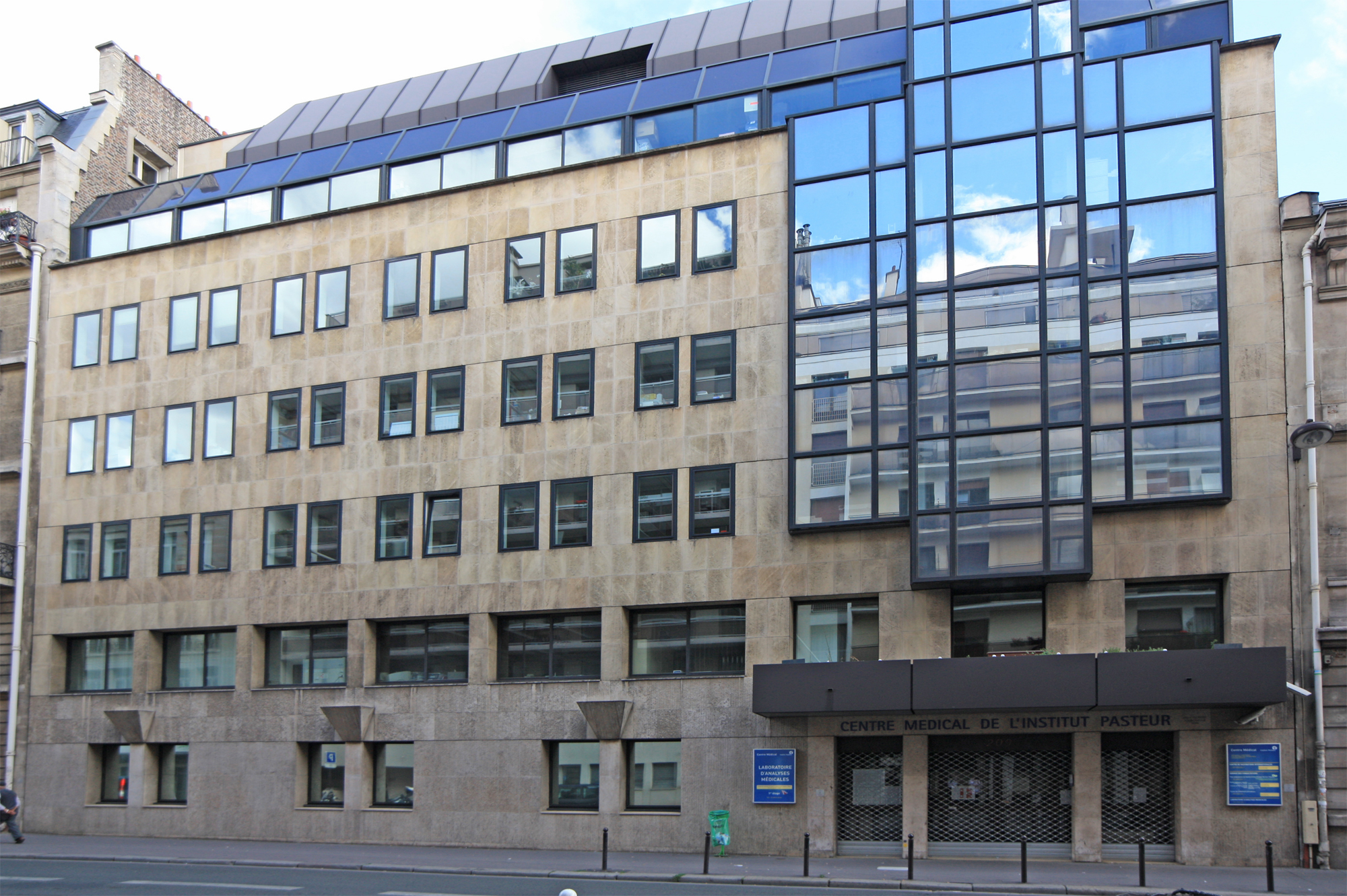
مرکز پزشکی انستیتو پاستور، پاریس

انستیتو پاستور یک مؤسسه غیرانتفاعی و خصوصی فرانسوی است که برای پژوهش در زمینه‌های زیست‌شناسی و میکروارگانیسم‌ها، بیماری‌ها و واکسن‌ها از سال ۱۸۸۷ تشکیل شده است. این مؤسسه به نام بنیان‌گذار و نخستین رئیس آن لویی پاستور نام‌گذاری شده است. در حال حاضر انستیتو پاستور در ۲۴ کشور، از جمله ایران، شعبه دارد.
انستیتو پاستور برای مدتی بیش از یک قرن در خط مقدم مبارزه با بیماری‌های عفونی قرار داشته است. پژوهش‌های زیستی_پزشکی این سازمان جهانی با مرکزیت پاریس در سال ۱۹۸۳، اولین جایی بود که در آن ویروس اچ‌آی‌وی کشف شد. در طی سالیان متمادی انستیتو پاستور باعث کشفیاتی پیشرو شده که علوم پزشکی را قادر به کنترل بیماری‌های خطرناکی مثل دیفتری، کزاز، سل، فلج اطفال، آنفلوآنزا، تب زرد و طاعون ساخته است. از سال ۱۹۰۸ تاکنون، ۸ نفر از دانشمندان انستیتو پاستور برنده جایزه نوبل فیزیولوژی و پزشکی شده‌اند که به عنوان آخرین نمونه در سال ۲۰۰۸ این جایزه به صورت مشترک به دو محقق این مؤسسه تعلق گرفته است.

## تاریخچه
انستیتو پاستور در ۴ ژوئن سال ۱۸۸۷ توسط لویی پاستور بنیان نهاده شد و در ۱۴ نوامبر ۱۸۸۸ رسماً شروع به کار کرد. البته در ابتدا فقط یک مرکز مبارزه با هاری راه افتاد ولی پس از مدت کوتاهی مراجعات بیماران به آن تا حدی زیاد شد که این ساختمان پاسخگوی آن نبود. پاستور که از مدت‌ها قبل ایده تأسیس مؤسسه‌ای جامع را در سر داشت؛ ولی از نظر جسمی دیگر توان این توسعه را نداشت. خرید و ساخت ساختمان‌های جدید را به دو دوست مورد اعتمادش، گرانشه و دوکلو واگذار کرد و انستیتو پاستور به این صورت راه‌اندازی شد.
پاستور دانشمندی بود که مطالعات اولیه‌اش در مورد تخمیر به پژوهش‌هایی پیشرو در زمینه میکروب‌شناسی منجر شد. پاستور کاشف روشی در استریلیزاسیون است که به افتخار او پاستوریزاسیون نامیده می‌شود. او روش‌های واکسیناسیون به منظور کنترل عفونت باکتریایی را تدوین کرد و همچنین واکسنی مؤثر برای هاری ساخت.
پاستور هم به پژوهش‌های پایه و هم به مطالعات کاربردی می‌پرداخت. به محض تأسیس انستیتو پاستور، دانشمندانی با تخصص‌های مختلف دور او جمع شدند. این مؤسسه در ابتدا دارای ۵ دپارتمان شد که مدیریت آن‌ها به عهده این افراد بود: دو هم‌مدرسه‌ای پاستور در دانشسرای عالی(۱) (امیل دوکلو [Duclaux]، پژوهش‌های میکروبی عمومی؛ و شارل شمبرلن، پژوهش‌های میکروبی با کاربرد بهداشتی)، یک زیست‌شناس (ایلیا ایلیچ مچنیکف [Mechnikov]، پژوهش‌های میکروبی مورفولوژیک) و دو پزشک (ژاک ژوزف گرانشه [Grancher]، هاری؛ و امیل رو [Roux]، پژوهش‌های میکروبی فنی). یک سال پس از افتتاح انستیتو پاستور، امیل رو اولین دوره آموزش میکروب‌شناسی جهان را در این مرکز آغاز کرد.

## ساختار و پشتیبانی
انستیتو پاستور به عنوان یک سازمان خصوصی غیرانتفاعی توسط یک هیئت مدیره مستقل اداره می‌شود که در حال حاضر ریاست آن را فرانسوا ایِره (Ailleret) بر عهده دارد. دبیرکل فعلی انستیتو پاستور خانم آلیس دوتری (Dautry) است.
انستیتو پاستور با جذب کمک‌های مالی از منابع مختلف و متعدد از خودمختاری خود محافظت کرده و استقلال دانشمندانش را تضمین می‌کند. این مؤسسه تا کنون بحران‌های مالی شدیدی را پشت سر گذاشته ولی برای خروج از هیچ‌کدام از آنها استقلال علمی خود را به خطر نینداخته است. بعضی از منابع اعتبارات انستیتو پاستور اینها هستند: یارانه‌های دولت فرانسه، حق‌المشاوره‌ها، حق صدور انواع مجوز، درآمد حاصل از قراردادها، درآمدهای حاصل از فروش واکسن، سرم و آزمون‌های تشخیصی، و کمک‌های بخش خصوصی.

## بیمارستان پاستور
بیمارستان پاستور در اولین سال قرن بیستم جلوی ساختمان اصلی مؤسسه ساخته شد و برای مدت‌ها توسط اعضا برای مشاهدات بالینی و آزمایش روش‌های درمانی ابداع‌شده توسط مؤسسه به کار می‌رفت. این بیمارستان از همان ابتدا فقط ۱۲۰ تخت داشت و هر بیمار در یک اتاق خصوصی کوچک و مناسب برای قرنطینه ساکن بود. بیمارستان در عوض یک پاویون بزرگ داشت که در حال حاضر دپارتمان بیوشیمی انستیتو پاستور را نیز در آن جا داده‌اند.

## موزه و آرامگاه پاستور
موزه پاستور در بخش جنوبی اولین و قدیمی‌ترین ساختمان این مؤسسه قرار گرفته و در ۱۹۳۶ افتتاح شده است. این آپارتمان، محل سکونت پاستور در ۷ سال آخر زندگی‌اش (۱۸۸۸–۱۸۹۵) بوده است. این موزه همچنین حاوی مجموعه‌ای از اشیای علمی نشان‌دهنده روش کار پاستور و نیز یک نمازخانه مخصوص تدفین به سبک بیزانسی است که پاستور را در آنجا به خاک سپرده‌اند.

## وضعیت کنونی انستیتو پاستور
انستیتو پاستور در حال حاضر یکی از مراکز پژوهشی برتر دنیاست که ۱۰۰ واحد پژوهشی با نزدیک به ۲۷۰۰ کارمند، از جمله ۵۰۰ دانشمند ثابت و ۶۰۰ دانشمند قراردادی دارد که سالانه از ۷۰ کشور دنیا بازدید می‌کنند. این مؤسسه همچنین شامل شبکه‌ای از ۲۸ مؤسسه رسیدگی به مشکلات طبی عمدتاً در کشورهای در حال توسعه است که همگی نام انستیتو پاستور را در کشور خود یدک می‌کشند. این ۲۸ مرکز که عموماً در پایتخت کشورهای ذکر شده هستند (مگر آن که شهر دیگر داخل پرانتز قید شده باشد) عبارت‌اند از: الجزایر، جمهوری آفریقای مرکزی، بلژیک، برزیل (سائوپائولو)، کامبوج، سنگال، فرانسه (لیل)، گوادلوپ، گویان فرانسه، ویتنام، ایران، ساحل عاج، ماداگاسکار، مراکش (کازابلانکا)، کالدونیای جدید، روسیه (سن‌پترزبورگ)، تونس، یونان، اروگوئه، رومانی، نیجر، کامرون، کره جنوبی، چین (شانگهای)، آمریکا (نیویورک)، کانادا (مونترآل)، هنگ‌کنگ و هند (کونور).

## مراکز پژوهشی
بر اساس اطلاعات پایگاه اینترنتی انستیتو پاستور، این مؤسسه در سال ۲۰۰۸ دارای ۱۰ دپارتمان پژوهشی اصلی به این شرح بوده است: زیست‌شناسی سلولی و عفونت، زیست‌شناسی تکاملی، ژنوم و ژنتیک، ایمنی‌شناسی، عفونت و همه‌گیرشناسی، میکروب‌شناسی، علوم عصبی، انگل‌شناسی و قارچ‌شناسی، شیمی و زیست‌شناسی ساختاری، و ویروس‌شناسی. همچنین دپارتمان‌هایی غیر پژوهشی در انستیتو پاستور وجود دارند که به موارد زیر اختصاص دارند: حفظ مدارک و بایگانی‌ها، حفظ کشت‌های قبلی میکروارگانیسم‌ها، انتشارات و کتابخانه.
علاوه بر جداسازی ویروس‌های 1-HIV و 2-HIV، پژوهشگران انستیتو پاستور در سال‌های اخیر به این موفقیت‌ها نیز دست یافته‌اند: تولید آزمونی برای شناسایی زودهنگام سرطان کولون، تولید واکسن هپاتیت ب به روش مهندسی ژنتیک، و یک آزمون تشخیصی سریع برای ردیابی هلیکوباکتر پیلوری. سایر پژوهش‌های در حال انجام عبارتند از: مطالعه در مورد سرطان با بررسی اختصاصی نقش انکوژنها، شناسایی نشانگرهای توموری به منظور تولید روش‌های تشخیصی و درمانی جدید، مطالعه روی ویروس‌های پاپیلومای انسانی و نقش آن‌ها در ایجاد سرطان‌های دهانه رحم، و تولید واکسن علیه بسیاری از بیماری‌ها از جمله ایدز، مالاریا، تب دانگ و شیگلا. در حال حاضر یکی از شاخه‌های عمده پژوهشی انستیتو پاستور، تعیین توالی کامل ژنوم چند جاندار دارای اهمیت پزشکی با امید کشف روش‌های درمانی تازه است. انستیتو پاستور در پروژه‌های تعیین توالی ژنوم ساکارومایسس سرویزیه (۱۹۹۶)، باسیلوس سوبتیلیس (۱۹۹۷) و مایکوباکتریوم توبرکولوزیس (۱۹۹۸) نقش داشته است.

## مراکز آموزشی
انستیتو پاستور از بدو تأسیس خود همواره محل گردهمایی دانشمندانی از رشته‌های مختلف برای کسب تحصیلات تکمیلی بوده است. امروزه تقریباً ۳۰۰ دانشجو در مقطع کارشناسی تا دکترا و ۵۰۰ دانشجو در مقاطع بالاتر از دکترا از نزدیک به ۴۰ کشور مختلف در برنامه‌های مطالعاتی انستیتو پاستور شرکت دارند. این افراد دانشجویانی از شاخه‌های پزشکی، شیمی، داروسازی، دامپزشکی و سایر رشته‌ها را شامل می‌شوند.

### مرکز مرجع همه‌گیرشناختی
سویه‌های باکتری‌ها و ویروس‌ها از بسیاری از کشورهای مختلف برای شناسایی به آزمایشگاه مرجع این مؤسسه فرستاده می‌شوند. علاوه بر حفظ این منابع حیاتی همه‌گیرشناختی، انستیتو پاستور به عنوان مشاور دولت فرانسه و سازمان جهانی بهداشت (WHO) سازمان ملل متحد عمل می‌کند. دانشمندان انستیتو پاستور همچنین به پایش همه‌گیری‌ها و کنترل موارد شیوع ناگهانی بیماری‌های عفونی در سراسر جهان کمک می‌کنند. این فعالیت‌ها باعث ایجاد همکاری نزدیک بین این مؤسسه و مرکز کنترل و پیشگیری از بیماری‌ها (CDC) ایالات متحده شده است.
تولید واکسن و ابزارهای تشخیصی:
تولید و بازاریابی آزمون‌های تشخیصی تولیدشده در آزمایشگاه‌های مؤسسه بر عهده شرکت سانوفی دیاگنوستیکس پاستور (یک شرکت وابسته به شرکت داروسازی فرانسوی سانوفی) و تولید و بازاریابی واکسن‌ها بر عهده شرکت سرم‌ها و واکسن‌های پاستور است.

## افتخارات و دستاوردها

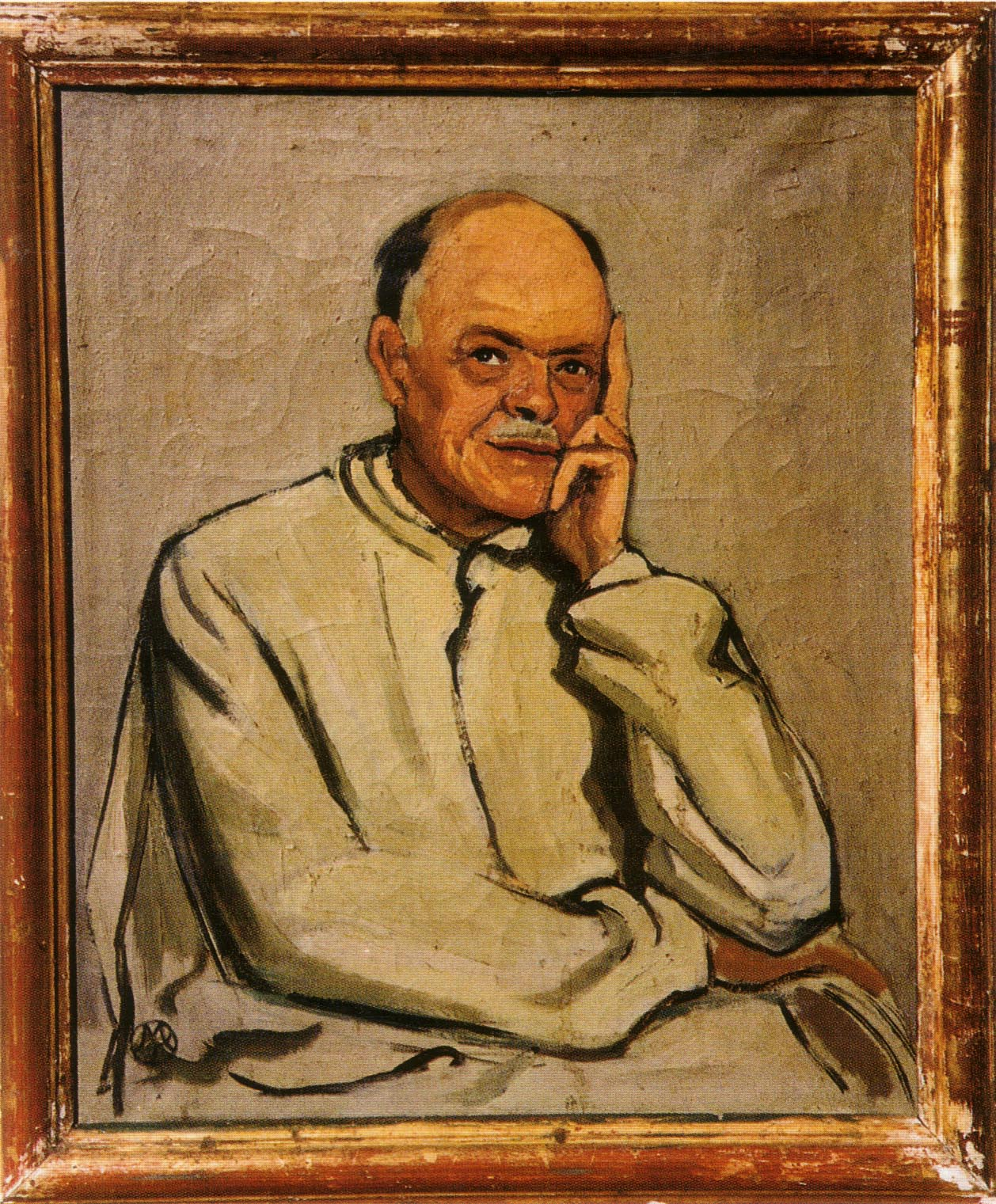
یک پرتره از شارل نیکول، مدیر انستیتو پاستور تونس و برنده جایزه نوبل پزشکی. این پرتره اکنون در انستیتو پاستور تونس نگهداری می‌شود.

دستاوردهای علمی متعددی در انستیتو پاستور توسط جانشینان پاستور به دست آمده که برخی از مهم‌ترین‌هایشان عبارتند از:
امیل رو و الکساندر یرسین (Yersin) مکانیسم عمل کورینه‌باکتریوم دیفتریا و چگونگی درمان دیفتری به وسیله آنتی‌توکسین‌ها را کشف کردند. الکساندر یرسین در ۱۸۹۴، یرسینیا پستیس عامل طاعون خیارکی را کشف کرد. پل لویی سیمون (Simond) در ۱۸۹۸ نقش کنه‌ها را در انتقال طاعون کشف کرد.
آلبرت کالمت (Calmette) پزشک و کامیل گِرَن (Guerin) دامپزشک، طریقه کشت مایکوباکتریوم توبرکولوزیس و نوع ضعیف‌تر آن باسیل کالمت- گرن (BCG) را کشف و بر این اساس در ۱۹۲۱ اولین واکسن مؤثر علیه سل را در انستیتو پاستور شهر لیل تولید کردند. کالمت سال‌ها مدیر اولین شعبه انستیتو پاستور در خارج از پاریس (لیل) و مؤسس اولین شعبه مؤسسه در خارج از فرانسه (سایگون) بود و پژوهش‌های مشهوری دربارهٔ سرم‌های ضد مارگزیدگی و عفونت کرم قلابدار انجام داد.
آلفونس لاوران (Laveran) جایزه نوبل ۱۹۰۷ را به دلیل پژوهش‌هایش دربارهٔ نقش آغازیان در ایجاد بیماری انسانی (خصوصاً مالاریا) دریافت کرد.
ایلیا ایلیچ (الی) مچنیکف به خاطر کشف دستگاه ایمنی بدن، اصول ایمنی‌زایی و نظریه فاگوسیتوز در سال ۱۹۰۸ جایزه نوبل برد.
کنستانتین لوادیتی (Levaditi) و کارل لندشتاینر (Landsteiner) در ۱۹۱۰ کشف کردند که فلج اطفال ناشی از یک ویروس است.
فلیکس درل (d’Herelle) در ۱۹۱۷ باکتریوفاژ را کشف کرد.
ژول بورده (Bordet، باکتری بوردتلا به افتخار او نامگذاری شده) جایزه نوبل ۱۹۱۹ را به خاطر کشفیاتش در مورد ایمنی به‌خصوص کاربرد آنتی‌بادی‌ها و مکانیسم عمل کمپلمان گرفت.
شارل نیکول (Nicolle) جایزه نوبل ۱۹۲۸ را به خاطر کشف طریقه انتقال تیفوس، خصوصاً نقش شپش‌ها در این مورد دریافت کرد. (البته عامل بیماری یعنی ریکتزیا پرووازکی را بعدها دو دانشمند دیگر از خارج انستیتو پاستور به نام‌های ریکتز و پرووازکی کشف کردند)
آندره شامتومس (Chantemesse) و فرنالد ویدال (Widal) واکسنی را علیه حصبه تولید کردند.
ژان لگره (Laigret) در ۱۹۳۲ اولین واکسن تب زرد را ساخت.
آندره لووف (Lwoff) در ۱۹۵۱ وجود پروویروس‌ها را اثبات کرد.
پیر لِپَن (Lepine) در ۱۹۵۴ یکی از اولین واکسن‌ها را علیه فلج اطفال ساخت.
دانیل بووه (Bovet) در ۱۹۵۷ نوبل شیمی را به خاطر کشفیاتش در زمینه آنتی‌هیستامین‌ها و ترکیبات صناعی کورار دریافت کرد.
ژاک مونو (Monod، رئیس آینده انستیتو پاستور)، فرانسوا ژاکوب و آندره لووف نوبل پزشکی ۱۹۶۵ را به خاطر کشفیاتشان در زمینه تکثیر ویروس‌ها بردند.
ژان پیر شانگو (Changeux) در ۱۹۷۰، نخستین گیرنده یک ناقل عصبی (گیرنده استیل‌کولین) را شناسایی کرد.
پیر تیویه (Tiollais) در ۱۹۸۵، نخستین واکسن انسانی تولیدشده از سلول‌های حیوانی به روش مهندسی ژنتیک را (علیه هپاتیت نوع ب) ساخت.
لوک مونتانیه و فرانسواز باره سینوسی و همکاران، دو نوع ویروس اچ‌آی‌وی عامل ایدز را در سال‌های ۱۹۸۳ و ۱۹۸۵ کشف کردند و برنده جایزه نوبل ۲۰۰۸ شدند.
انستیتو پاستور ایران نیز کارهای تحقیقاتی فراوانی در زمینه بیماری‌های عفونی و مولکولی در منطقه آسیا انجام داده است.
معروف است که بزرگ‌ترین اشتباه تاریخی انستیتو پاستور، بی‌توجهی به توصیه ارنست دوشن برای استفاده از قارچ پنی‌سیلیوم گلوکوم برای درمان عفونت‌ها در سال ۱۸۹۷ بوده است. بهره‌برداری زودتر از این کشف می‌توانست به نجات میلیون‌ها نفر در جنگ جهانی اول منجر شود. تأکید پژوهشگران انستیتو پاستور ابتدا روی طب پیشگیرانه و تولید آنتی‌توکسین و واکسن بود؛ اما بعد از جنگ جهانی دوم به‌خصوص روی زیست‌شناسی مولکولی متمرکز شدند.